# مخبز

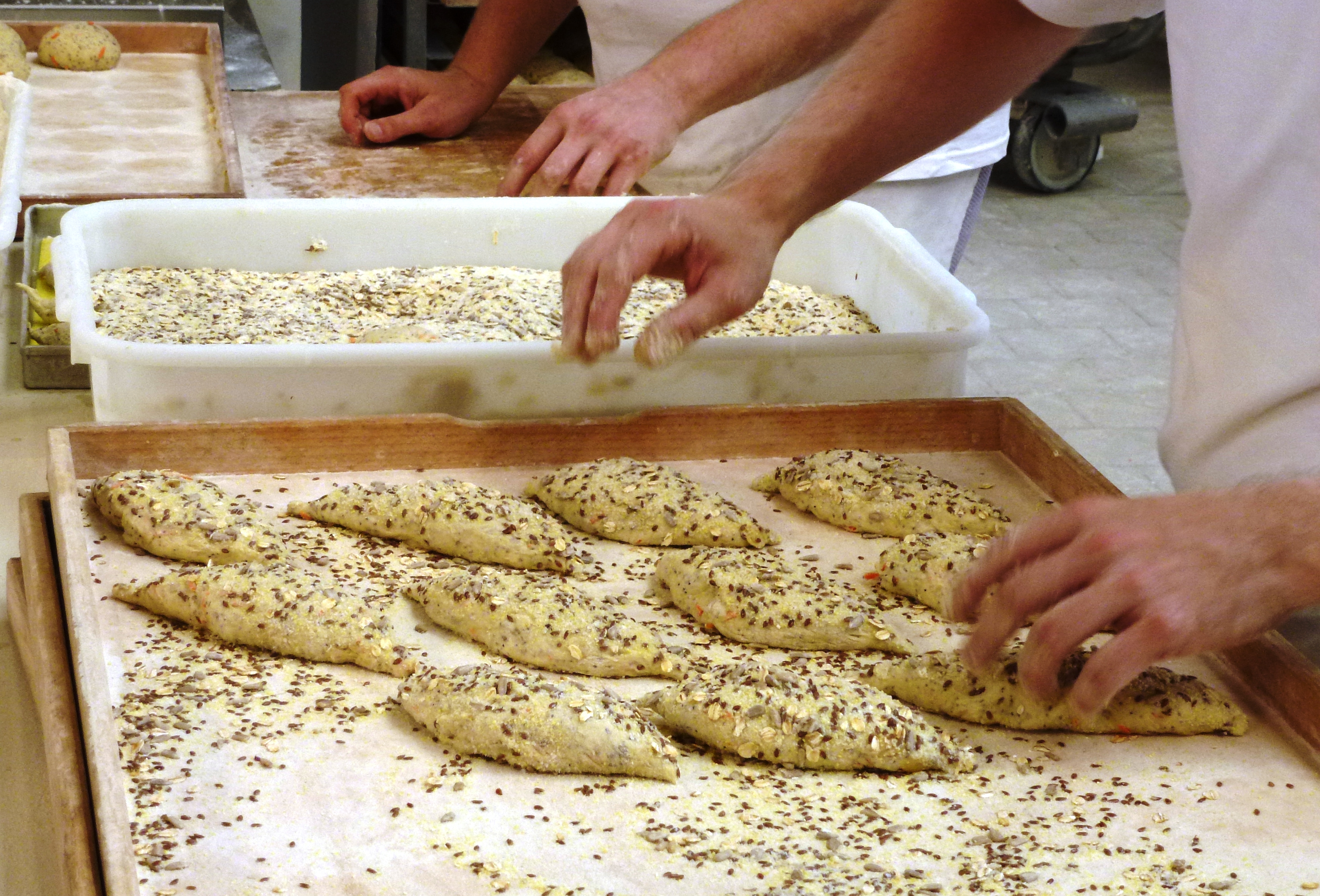
مخبز صمون

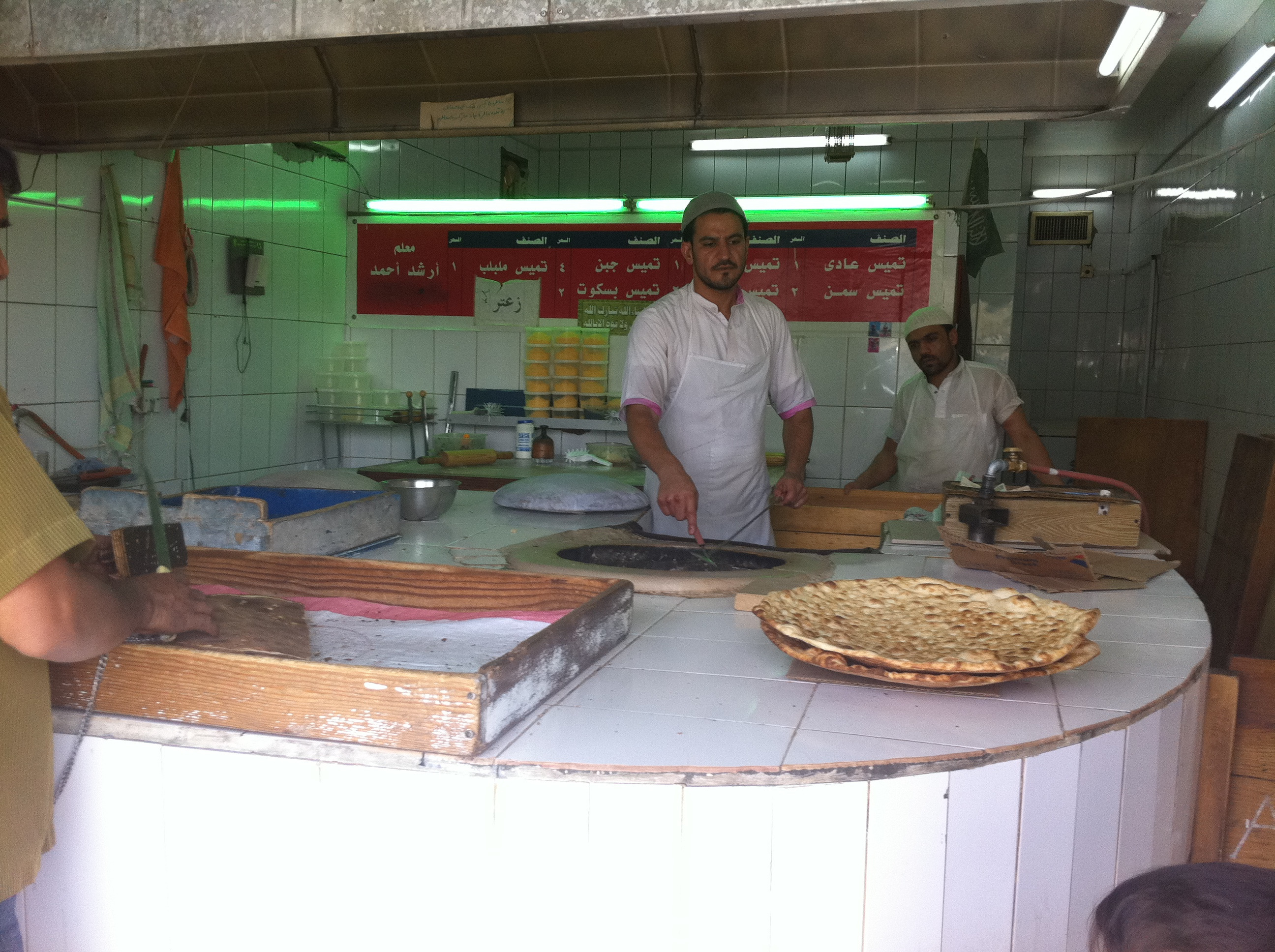
مخبز تميس في الرياض

المَخبِز (الجمع: مَخَابِز) (بالإنجليزية: Bakery)‏ (بالتركية: pasta dükkânı - متجر الكعك)‏ هو المنشأة التي تنتج وتبيع الأغذية المخبوزة، والتي تعتمد على الدقيق في صنعها نحو: الخبز، المعجنات، الكعك والفطائر؛ والتي تكون مطهية (في الغالب) في الموقد (الفرن).
بعض مخابز التجزئة هي أيضا مقاهي، وتقدم القهوة والشاي للزبائن الذين يرغبون في استهلاك السلع المخبوزة في نفس المكان.

## الأنواع
تنقسم المخابز لعدة أنواع:
حسب المنتج ومنها
- مخبز بلدي للعيش البلدي
- مخبز طباقي
- مخبز افرنجي / مخبز فينو للعيش الفينو

حسب التقنية
- مخبز يدوي
- مخبز نصف آلي
- مخبز آلي

## وصلات خارجية
1. ↑  "معلومات عن مخبز على موقع enciclopedia-aragonesa.com". enciclopedia-aragonesa.com. مؤرشف من الأصل في 2016-09-06.
2. ↑  "معلومات عن مخبز على موقع hls-dhs-dss.ch". hls-dhs-dss.ch. مؤرشف من الأصل في 2018-03-08.
3. ↑  "معلومات عن مخبز على موقع catalog.archives.gov". catalog.archives.gov. مؤرشف من الأصل في 2019-08-18.

1. ↑  هي عبارة غير دقيقة بالتركية ومن المُمكن أيجاد عبارات بديلة بلغات أخرى مُستعملة وشائعة.